# Алі аль-Хабсі
Алі Абдулла Ариб аль-Хабсі, більш відомий під скороченим ім'ям Алі аль-Хабсі (араб. علي بن عبد الله بن حارب الحبسي; нар. 30 грудня 1981, Маскат) — оманський футболіст, воротар клубу «Аль-Гіляль». Відомий також за виступами за норвезький клуб «Люн» та англійські клуби «Болтон Вондерерз» та «Віган Атлетік», у складі якого був володарем Кубка Англії, а також національну збірну Оману.

## Клубна кар'єра
Народився 30 грудня 1981 року в місті Маскат, є вихованцем футбольної школи клубу «Аль-Наср» із міста Салала. У дорослому футболі дебютував 1998 року виступами за іншу оманську команду «Аль Мідаїбі», в якій провів чотири сезони, а потім повернувя до «Аль-Насра», де грав іще один сезон. у якому допоміг своїй команді виграти Кубок Султана Кабуса, у фіналі якого клуб Аль-Хабсі переміг клуб «Дофар» із рахунком 2-1.
У 2002 році Аль-Хабсі вперше звернув на себе увагу європейських клубів. Першим клубом футболіста в Європі став норвезький «Люн» із столиці країни Осло, а сам аль-Хабсі став першим оманським футболістом у Європі. За «Люн» футболіст виступав досить успішно, а в 2004 році визнаний кращим воротарем чемпіонату Норвегії.
Своєю грою за останню команду привернув увагу клубів із сильніших ліг, і після трьох років виступів у Норвегії прийняв пропозицію клубу «Болтон Вондерерз», до складу якого приєднався 2006 року. У цьому трансфері частина засобів масової інформації побачили приховану корупцію, адже інтереси аль-Хабсі представляв агент Крейг Еллардайс, тоді як головним тренером «Болтона» на той час був його батько — Сем Еллардайс. Щоправда, хоча Сему Еллардайсу сподобався новий голкіпер клубу, але у своєму першому сезоні за «Болтон» аль-Хабсі так і не зіграв за основний склад команди, і задовольнявся роллю лише запасного воротаря, виступаючи за резервний склад команди. Уперше за «Болтон» оманський воротар зіграв у вересні 2007 року в матчі Кубка ліги проти «Фулгема», у якому його команда перемогла «Коттеджерів» у додатковий час із рахунком 2-1. Другим матчем оманця за клуб стала гра Кубку УЄФА проти мюнхенської «Баварії», де аль-Хабсі неодноразово рятував ворота команди, за що отримав похвалу від головного тренера клубу, а сам матч закінчився із нічийним рахунком 2-2. Невдовзі аль-Хабсі дебютував у Прем'єр-лізі в матчі з «Віганом», після того, як основний воротар клубу Юссі Яаскелайнен отримав травму спини та відновлювався після операції. У сезоні 2007—2008 років оманський воротар зіграв 16 матчів у чемпіонаті Англії, та допоміг «Болтону» зберегти місце у Прем'єр-лізі. У 2008 році продовжив контракт із клубом до 2013 року.
Із відновленням після травми основного воротаря «Болтона» фінна Яаскелайнена аль-Хабсі знову втратив місце в основі клубу, що й стало причиною того, що керівництво клубу у 2010 році вирішило віддати оманського воротаря в оренду до клубу «Віган Атлетік» строком на один рік. Дебютував у новій команді в матчі Кубка ліги проти «Гартлпул Юнайтед», а у Прем'єр-лізі зіграв перший матч за «Віган» проти «Тоттегема». У сезоні 2010—2011 років він був названим кращим гравцем команди. 4 липня 2011 року аль-Хабсі підписав повноцінний контракт із «Віганом» вартістю 4 мільйони фунтів стерлінгів. У команді відразу став основним воротарем, та став одним із основних спеціалістів у англійській Прем'єр-лізі з відбиття пенальті із показником надійності у 50 %. Серед відомих пенальтистів, які не зуміли обіграти аль-Хабсі, є зокрема Карлос Тевес, Мікель Артета, Робін ван Персі та Хав'єр Фернандес. Поширились чутки, що такі клуби, як «Ліверпуль» та «Арсенал» суперничають між собою за право придбати аль-Хабсі в найближче трансферне вікно. Проте пізніше, з приходом до клубу молодого іспанського воротаря Хоеля Роблеса, аль-Хабсі втратив місце в основі, і саме іспанець захищав ворота клубу в переможному для «Вігана» фіналі Кубку Англії в 2013 році проти «Манчестер Сіті». У цьому ж сезоні «Віган» вибув із Прем'єр-ліги. На початку 2014 року «Віган» віддавав аль-Хабсі у місячну оренду до клубу «Брайтон енд Гоув Альбіон», який також виступав у Чемпіоншипі, під час якої оманський футболіст зіграв лише 1 матч за новий клуб та повернувся до «Вігана».
Після закінчення контракту з «Віганом» аль-Хабсі спочатку прибув на перегляд до клубу «Редінг» у липні 2015 року, та 14 липня цього року уклав контракт із клубом. Відіграв за клуб з Редінга 78 матчів у національному чемпіонаті. У 2017 році Алі аль-Хабсі перейшов до саудівського клубу «Аль-Гіляль».
29 серпня 2019 року Аль-Хабсі на правах вільного агента перейшов до клубу Чемпіоншипу «Вест-Бромвіч Альбіон», проте не зіграв за нього жодного офіційного матчу, а в червні 2020 року клуб розірвав контракт із оманським воротарем за неявку до команди, що пояснювалось дотриманням футболістом двотижневого карантину у зв'язку з коронавірусною хворобою після прибуття на батьківщину, після чого аль-Хабсі вирішив закінчити виступи на футбольних полях.

## Виступи за збірну
Алі аль-Хабсі протягом кількох років виступав за юнацькі збірні Оману різних вікових груп. 2002 року дебютував в офіційних матчах у складі національної збірної Оману. Наразі провів у формі головної команди країни 121 матч.
У складі збірної був учасником кубка Азії з футболу 2004 року у Китаї, кубка Азії з футболу 2007 року у чотирьох країнах відразу, кубка Азії з футболу 2015 року в Австралії. Алі аль-Хабсі був основним голкіпером команди також на Кубку Країн Перської затоки, у тому числі на переможному для оманців турнірі 2009 року. Тричі поспіль визнавався кращим воротарем турніру.

## Титули і досягнення

### Командні
- Володар Кубка Англії (1):

«Віган Атлетік»: 2012-13
- Чемпіон Саудівської Аравії (1):

«Аль-Гіляль»: 2017-18
- Володар Суперкубка Саудівської Аравії (1):

«Аль-Гіляль»: 2018

### Збірні
- Переможець Кубка націй Перської затоки: 2009

### Особисті
2004 — Кращий воротар норвезького чемпіонату.